# Borová (Svitavy)
Borová är en ort i Tjeckien. Den ligger i regionen Pardubice, i den centrala delen av landet, 130 km öster om huvudstaden Prag. Borová ligger 617 meter över havet och antalet invånare är 917.
Terrängen runt Borová är kuperad västerut, men österut är den platt. Runt Borová är det ganska glesbefolkat, med 45 invånare per kvadratkilometer. Närmaste större samhälle är Polička, 8,0 km öster om Borová. Omgivningarna runt Borová är en mosaik av jordbruksmark och naturlig växtlighet.